# Горовиц, Йозеф (композитор)
Йозеф Горовиц (нем. Joseph Horovitz; 26 мая 1926, Вена, Австрия — 9 февраля 2022, Лондон, Великобритания) — британский композитор и дирижёр австрийского происхождения, наиболее известный своей поп-кантатой 1970 года «Капитан Ной и его плавучий зоопарк».

## Биография
Родился в Вене в еврейской семье. Его отец, Бела Горовиц, был издателем, в 1923 году он совместно с Людвигом Гольдшайдером создал издательство Phaidon Press.
В 1938 году после аншлюса Австрии нацистами эмигрировал в Великобританию. Окончил Новый колледж Оксфордского университета, затем учился в Королевском колледже музыки у Гордона Джейкоба и в Париже у Нади Буланже.
В 1950 году занял пост музыкального руководителя театра Old Vic в Бристоле.
С 1960-х гг. сосредоточился в основном на композиции. Унаследовал от своего учителя Джейкоба особый интерес к солирующим духовым инструментам: Горовицу принадлежат, в частности, концерты для гобоя, кларнета, фагота, трубы, тубы и геликона с оркестром, а также ряд сочинений для духового оркестра. Среди других его работ — балет «Алиса в стране чудес» (1953), кантата «Капитан Ной и его плавучий зоопарк» (англ. Captain Noah and His Floating Zoo; 1970).
Горовиц женился на Анне Ландау в 1956 году. В 1959 году был награждён медалью Содружества, а также получил множество других наград за свои произведения. Город Вена наградил его Золотым орденом «За заслуги» в 1995 году.
Горовиц жил на Доусон-плейс в Лондоне. Он умер 9 февраля 2022 года в возрасте 95 лет.